# Oecobius beatus
Espèce
Oecobius beatus est une espèce d'araignées aranéomorphes de la famille des Oecobiidae.

## Distribution
Cette espèce est endémique du Mexique. Elle se rencontre au Tamaulipas, au San Luis Potosí et au Guerrero.

## Description
La femelle décrite par Shear en 1970 mesure 1,95 mm et le mâle 1,80 mm.

## Publication originale
- Gertsch & Davis, 1937 : Report on a collection of spiders from Mexico. I. American Museum Novitates, no 961, p. 1-29 (texte intégral).